# Abadia de Bradfield
A Abadia de Bradfield foi uma abadia anglo-saxônica em Berkshire, Inglaterra.
Uma carta, de Ine de Wessex, de autenticidade duvidosa, tinha como destinatário um mosteiro em Bradfield.